# Grupo Recreativo «O Vigor da Mocidade»
O Grupo Recreativo «O Vigor da Mocidade» é um clube português, do concelho de Coimbra, distrito de Coimbra. O clube foi fundado em 1930.
A equipa de futebol enverga o equipamento da marca Legea e tem o patrocínio de Gois Relógios entre outros. Em 2024/25 o clube disputa AF Coimbra Divisão Elite.
O clube possui diversas modalidades para além do futebol, entre as quais, a natação, a patinagem, a ginástica, o campismo e o motosport.